# Ягодкин, Дмитрий Павлович
Дмитрий Павлович Я́годкин (25 октября 1849, Костромская губерния, Российская империя — 26 сентября 1912, Петрозаводск) — русский педагог, краевед, этнограф, статский советник, кандидат богословия.

## Биография
Родился 25 октября 1849 года в Костромской губернии.
Окончил Костромскую духовную семинарию, а в 1876 году — Санкт-Петербургскую духовную академию в звании кандидата богословия.
Преподавал в Петрозаводске в Олонецкой духовной семинарии и Олонецком епархиальном женском училище.
Являлся действительным членом Олонецкого губернского статистического комитета.
Активно печатал свой статьи, очерки и рассказы в «Олонецких епархиальных ведомостях» и «Олонецких губернских ведомостях».
Похоронен на Зарецком кладбище в г. Петрозаводске.